# Lempasrivier
De Lempasrivier (Zweeds: Lempasjoki) is een rivier, die stroomt in de Zweedse  provincie Norrbottens län. Zij is de afwateringsrivier van het meer Lempasjärvi. Ze stroomt eerst noordwaarts maar buigt af naar het zuidoosten. Ze is ongeveer 9 kilometer. Haar water belandt in het Yli-Kuittasjärvi.